# Brevipalpus erectus
Brevipalpus erectus är en spindeldjursart som beskrevs av Baker och James P. Tuttle 1987. Brevipalpus erectus ingår i släktet Brevipalpus och familjen Tenuipalpidae. Inga underarter finns listade.